# Brasile ai Giochi della XVIII Olimpiade
Il Brasile partecipò ai Giochi della XVIII Olimpiade, svoltisi a Tokyo dal 10 al 24 ottobre 1964, con una delegazione di 61 atleti impegnati in 11 discipline per un totale di 17 competizioni. Portabandiera alla cerimonia di apertura fu il cestista Wlamir Marques, alla sua terza Olimpiade.
La squadra brasiliana, alla sua decima partecipazione ai Giochi estivi, conquistò una medaglia di bronzo nella pallacanestro confermando il terzo posto ottenuto a Roma 1960.

## Medaglie
| Medaglia | Atleta  | Sport         | Evento          |
| -------- | ------- | ------------- | --------------- |
| Bronzo   | Brasile | Pallacanestro | Torneo Maschile |

### Medaglie per disciplina
| Sport         | Oro | Argento | Bronzo | Totale |
| ------------- | --- | ------- | ------ | ------ |
| Pallacanestro | 0   | 0       | 1      | 1      |

## Risultati

### Pallacanestro
| Atleta | Classifica |
| --- | ---------- |
| V · D · M Nazionale brasiliana - Pallacanestro ai Giochi della XVIII Olimpiade 4 Amaury · 5 Wlamir · 6 Bira · 7 Mosquito · 8 Fritz · 9 Rosa Branca · 10 Jatyr · 11 Edson Bispo · 12 Sucar · 13 Victor · 14 Sérgio Macarrão · 15 Edvar Simões · All. Renato Brito Cunha | Bronzo     |
| Nazionale brasiliana - Pallacanestro ai Giochi della XVIII Olimpiade |            |
| 4 Amaury · 5 Wlamir · 6 Bira · 7 Mosquito · 8 Fritz · 9 Rosa Branca · 10 Jatyr · 11 Edson Bispo · 12 Sucar · 13 Victor · 14 Sérgio Macarrão · 15 Edvar Simões · All. Renato Brito Cunha                                                                                |            |

### Pallanuoto
| Atleta | Classifica |                    |
| --- | --- | ------------------ |
| V · D · M Nazionale maschile brasiliana di pallanuoto · Giochi olimpici - Tokyo 1964 Bell • Carotini • Polé • Cochrane • Daniel • dos Santos • Gonçalves • Grijó • Nogueira • Pinciroli • Szabo · CT : - | 9° |                    |
| Nazionale maschile brasiliana di pallanuoto · Giochi olimpici - Tokyo 1964 | |                    |
| Bell • Carotini • Polé • Cochrane • Daniel • dos Santos • Gonçalves • Grijó • Nogueira • Pinciroli • Szabo · CT: -                                                                                       | Bell • Carotini • Polé • Cochrane • Daniel • dos Santos • Gonçalves • Grijó • Nogueira • Pinciroli • Szabo · CT: - | Brasile (bandiera) |